# Landsat 6
Landsat 6 – amerykański satelita zaprojektowany w celu kontynuacji programu Landsat. Posiadał on unowocześnione skanery i instrumenty pomiarowe. Został wystrzelony 5 października 1993 roku za pomocą rakiety Titan 2G. Awaria trzeciego stopnia rakiety nośnej sprawiła, że nie osiągnął orbity, co było przyczyną przedłużenia użytkowania satelitów Landsat 4 i Landsat 5.